# Авксентије Вологодски
Авксентије Вологодски или Авксентије Перцовски је светитељ у  лику преподобног Руске православне Цркве.

## Биографија
О Авксентијевом детињству и световном животу нису сачувани готово никакви подаци, а остали биографски подаци о њему су веома оскудни и фрагментарни. Живео је крајем 15. - почетком 16. века. Године 1499. Авксентије се заједно са својим пријатељем и саборцем Онуфријем настанио у густој шуми 35 миља од града Вологде, где су основали Тројичку перцовску пустињу. Са смирењем су превазилазили многе потребе и лишавања сваке врсте и тиме вршили подвиге монаштва.
Године 1588. Пертсова пустиња је додељена Корнелијево-Комељском манастиру. Тачан датум смрти монаха није познат, али према предањима, у другој половини 16. века његове мошти, које су пружале исцељење, већ су почивале сакривене у главном пустињском храму.
Манастир Перцова је 1588. године приписан Корниљевско-Комелском манастиру, који је касније претворен у парохијску цркву. 1764. године, након укидања самог манастира. Тренутно је храм порушен, али се на његовом месту служе молитве; 1999. године одржане су свечаности поводом 500-годишњице оснивања пустиње, празнични молебан на дан сећања на светитеље – 12. јуна 1999. године служио је настојатељ Спасо-Прилуцког манастира игуман Дионисије (Воздвиженски).
Успомена на Авксентија се празнује 12 (25) јуна и у 3. недељу по Духовима у Сабору вологдских светих.